# Antonius Hulsius

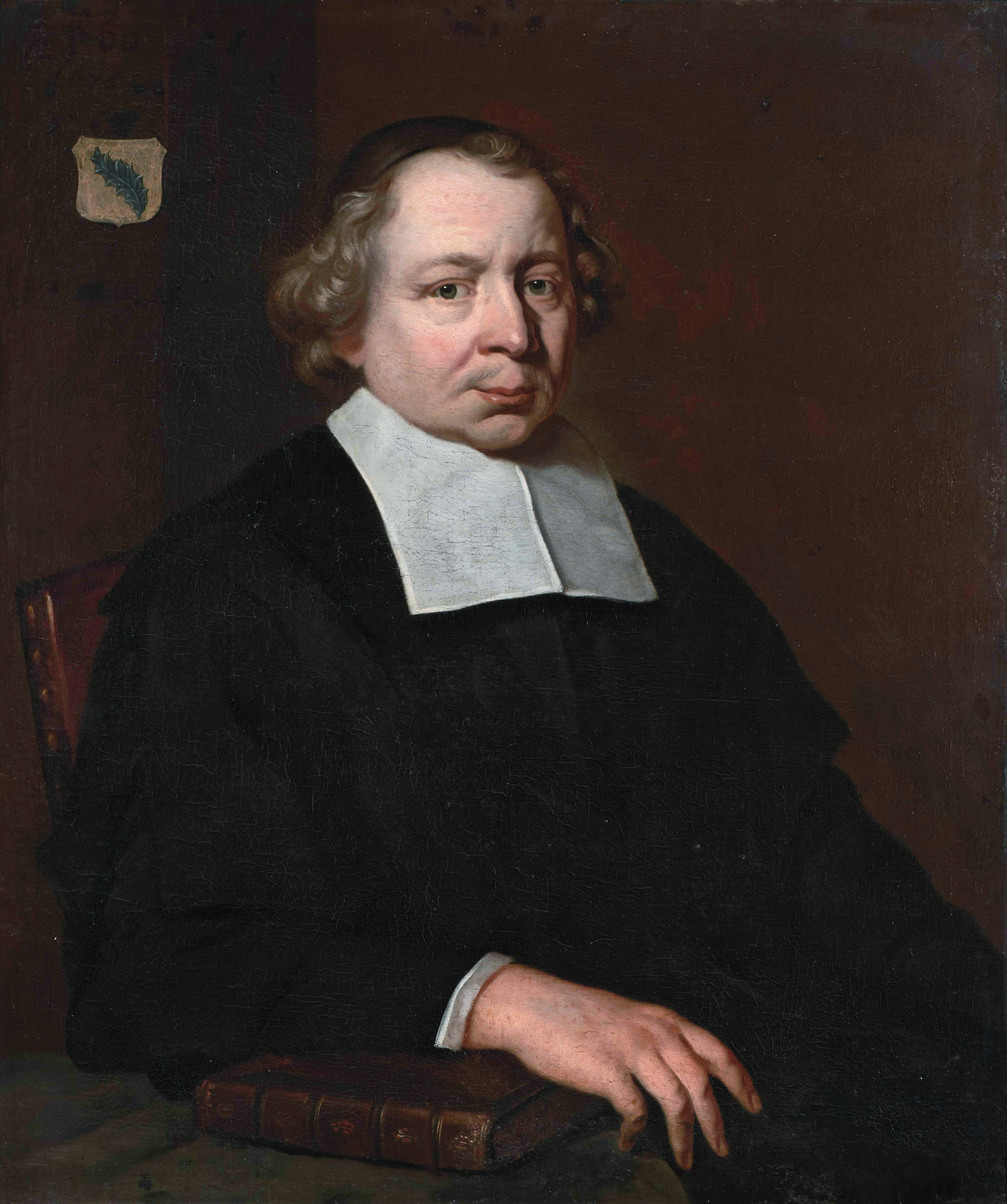
Antonius Hulsius

Antonius Hulsius auch: Anton Hüls; (* Ende 1615 in Hilden, im Haus Hagdorn; † 27. Februar 1685 in Leiden) war ein deutscher Philologe und reformierter Theologe.

## Leben
Der Sohn des Anton Hulsius und dessen Frau Catharina von Venne wurde nach dem Tod seiner Mutter von seinem Bruder Wilhelm in Wesel aufgenommen. An der dortigen Schule legte er die ersten Grundlagen seiner Ausbildung.
1635 bezog er das Gymnasium Illustre in Deventer, wo er – angeleitet von Nikolaus Vedelius (1596–1642) – sich mit der hebräischen Sprache und theologischen Fragen beschäftigte. Da in Deventer 1636 die Pest ausbrach, unternahm er Reisen nach Paris, London, Cambridge und Oxford, wo er sich mit jeweiligen Landessprachen beschäftigte und seine weitere Fortbildung vorantrieb.
Seine Studien begann er 1638 an der Universität Genf, wo er im Haus von Friedrich Spanheim dem Älteren Aufnahme fand und an der dortigen deutschen Kirche seine ersten Predigten hielt. Seine weiteren Studien setzte er 1642 an der Universität Groningen und 1643 an der Universität Leiden fort. Nach einer ersten Tätigkeit in Amsterdam wurde er 1644 Pfarrer der französischen Gemeinde in Breda. Hier beteiligte er sich mit Hingabe am Aufbau der Gemeinde, übernahm 1644 eine Professur für Sprachen am Gymnasium Illustre und 1663 wurde er zudem Rektor der Lateinschule ebenda. 1650 hatte er in Breda sein Erstlingswerk Nomenclator biblicus hebraeo-latinus verfasst. Nach weiteren Werken, auch theologischer Art, nahm er im Mai 1666 an der Synode in Middelburg, im September 1668 in Naarden und im April 1660 in Haarlem teil.
In der Auseinandersetzung mit den Vertretern anderer Glaubensströmungen zeichnete er sich dabei immer mehr als Vertreter des orthodoxen Flügels der reformierten Theologie in den Niederlanden aus. Vor allem seine Auseinandersetzung mit dem Mystiker und pietistischen Separatisten Jean de Labadie ist hierbei hervorzuheben. Auf Betreiben von Spanheim wurde er am 21. Juli 1668 zum Regenten des Staaten Colleges an der Universität Leiden berufen. Hier erhielt er zudem am 21. August 1668 die außerordentliche Professur für Hebräisch, wurde am 16. Januar 1676 ordentlicher Professor der Theologie und des Lehrstuhls für hebräische Sprache. Seine letzten Lebensjahre waren vor allem von Auseinandersetzungen mit Johannes Coccejus und Abraham Heidanus geprägt. In der Nachwelt haben vor allem seine Werke zur hebräischen und griechischen Sprache Bedeutung erlangt. Er beteiligte sich auch an den organisatorischen Aufgaben der Leidener Hochschule. So war er 1680 Dekan der theologischen Fakultät und 1683/84 Rektor der Alma Mater.
Hulsius hatte sich im Januar 1645 in Den Haag mit Agnes Elisabeth Rumpf, Tochter des Mediziners Christian Rumpf (* 1580 Laasphe, † 24. Juni 1645 Den Haag) und dessen Frau Agneta de Spina, verheiratet. Aus der Ehe stammen zehn Kinder, wovon ihn selbst nur vier Söhne überlebten. Willem wurde Pfarrer in Vlissingen, Paul war Pfarrer in Middelburg und wurde Professor der Theologie in Groningen, Johannes war Pfarrer in Oost-Souburg und Adrian Kaufmann in Vlissingen.

## Werke
- Nomenclator biblicus hebraeo-latinus cum tribus indicibus. Opus novum, quale in hebraicis ante hac non visum, cujus institutum et multiplicem usum docet praefatio. Breda 1650 (books.google.de)
- Scrutinium memoriae Generosiorbus dicatum ingenies quae liguarum Reginam, non in limine cum theologastrorum vulgo sed in intimis penetralibus salutare gestiunt. Breda 1650 (books.google.de)
- Theologiae judaicae pars prima de Messia. Eaque κατασκευαστικη doctrinae judaeorum, ex verbo Dei confutatae. Addito breviaria locorum Scripturae, quae a vanis rabbinorum glossematis repurgata, veritati restituuntur. Breda 1653, (books.google.de)
- Non-ens prae-adamiticum, sive Confutatio vani & socinizantis cujusdam Somnii, quo S. Scripturae praetextu incautioribus nuper imponere conatus est quidam Anonymus fingens. Leiden 1656 (books.google.de)
- Conferentie over d' Augsburgsche Confessie gehouden tot Leipzig. Breda 1657; Leiden 1659
- Systema logicum. Traditionis et methodi perspicuitate post innumera systemata vere novum. In usum collegii logici bredani ex optimis logices scriptoribus congestum, et in 78 lectiones ad finem operis, ita ut trimestris spatio absolvi possit, distributum. Dordrecht 1658
- Authentia absoluta s. textus hebraei vindicata contra criminationes Cl. Viri Isaaci Vossii in libro recens edito translatione LXX interpretum Adduntur epistolae binae. Una ad Cl. Colvium de parallelismis. Altera ad Cl. Vossium de periculo suae sententiae. Rotterdam 1662 (books.google.de)
- Rhematologia major latino-belgica. Seu Rhematologiae editio nova, exemplis locupletata, quibus elegantiarum fontes aperiuntur, atque singulorum verborum constructio atque usus cum proprius tum metaphoricus perspicue demonstratur. Libellus omnibus purae latinitatis amatoribus uülissimus. Accessit etiam index vocum belgicarum qui dictionarii loco esse possit. Dordrecht 1665
- Delineatio brevis quatuor praecipuarum partium institutions hebraicae, in usum collegii grammatici. Leiden 1668
- Disputatio epistolaris hebraica, inter A. H. (...) et Jacobum Abendanah rabbicum Amsteradamensem. Super loco Haggaei cap. 2 v. 9 (...). Addita versione latina. In usum collegii rabbinici. Leiden 1669
- Opus catecheticum didacticopolemicum quo praeter analyticam Catecheseos Palatino-Belgicae expositionem CLXXXPV controversiae theol. ad Catecheticum Ordinem redactae (...) compendiose ventilantur. Leiden 1673–1676, 2 Bde.,
- De draad van Ariadne. Aanwijsende dat de hedendaaghse nieuwigheden strijden tegens de Nederlantsche Belijdenisse des geloofs. De selve voorstellende als een middel om uit des en dool-hof te geraken. Leiden 1676
- Examen Catecheticum Didactico-Polemicum, quo praeter analyticam Catecheseos Palatino-Belgicae expositionem CLXXXII controversiae theologicae, ad catecheticam ordinem redactae, ventilantur. Leiden 1676
- Discussio considerationum in quinque priores positiones. London 1676 (Digitalisat in der Digitalen Bibliothek Mecklenburg-Vorpommern)
- Compendium lex ui hebraici Compendio Biblico Leusdano subjunctum. Continens sub 1900 radicibus hebraeis voces latinas 3268 quibus constat universus Veteris Test. textus. Praeter aliqua quadratae et chaldaicae in fine seorsim addita (...). 1673; 4. Aufl. Utrecht 1679
- Nucleus prophetiae in duas partes distribuais. Prima de vaticiniis, altera de typ is illustrioribus Veteris Testamenti, quibus Christus et vera eius ecclesia demonstrantur, typi et figurae ad suos antitypos analogice referuntur, effata prophetica adversus judaeorum exceptiones, argutias, deliria vindicantur (...). Accessit disputatio hebraica ad Hag. II, 9. Item Mantissa ad Dan. XII, 2 (...). Leiden 1683
- Animadversiones in Historiam Concilii Tridentini adversus card. Pallavicinium. o. O., 1685